# Garofiță de grădină
Dianthus barbatus este o specie de garofiță (genul Dianthus). Această specie de plante cu flori din familia Caryophyllaceae este originară din sudul Europei și din diverse părți ale Asiei. A devenit o plantă ornamentală populară de grădină. Este o plantă erbacee bienală sau perenă de scurtă durată, care crește până la 13-92 cm înălțime, cu flori strânse într-un grup dens de până la 30 în vârful tulpinii. Fiecare floare este 2-3 cm diametru cu cinci petale care prezintă margini zimțate. Plantele sălbatice produc flori roșii cu o bază albă, dar culorile soiurilor variază de la alb, roz, roșu și violet până la modele pestrițe. În spațiul britanic apare pentru prima dată în 1596 în catalogul de grădină al botanistului John Gerard.